# Peter R. Hunt
Peter Roger Hunt (Londra, 11 marzo 1925 – Santa Monica, 14 agosto 2002) è stato un regista britannico.

## Biografia
Principalmente noto per essere un componente della squadra di James Bond del produttore Albert R. Broccoli titolare della EON Productions, produttrice di tutti i film di James Bond, dapprima come montatore e regista della seconda unità e successivamente come regista di Agente 007 - Al servizio segreto di Sua Maestà.

## Filmografia parziale

### Montatore
- A 077, dalla Francia senza amore (On the Fiddle), regia di Cyril Frankel (1961)
- Agente 007 - Licenza di uccidere (Dr. No), regia di Terence Young (1962)
- A 007, dalla Russia con amore (From Russia with love), regia di Terence Young (1963)
- Agente 007 - Missione Goldfinger (Goldfinger), regia di Guy Hamilton (1964)
- Agente 007 - Thunderball (Operazione tuono) (Thunderball), regia di Terence Young (1965)
- Night Games, regia di Roger Vadim (1980)

### Regista
- Agente 007 - Al servizio segreto di Sua Maestà (On Her Majesty's secret service) (1969)
- Attenti a quei due (The Persuaders) (1971)
- Gold - Il segno del potere (Gold) (1974)
- Ci rivedremo all'inferno (Shout at the Devil) (1975)
- Gulliver nel paese di Lilliput (Gulliver's Travels) (1977)
- Caccia selvaggia (Death Hunt) (1981)
- Gli ultimi giorni di Pompei, sceneggiato televisivo (1984)
- I 4 dell'Oca selvaggia II (Wild Geese II) (1985)
- Assassination (1987)

### Regista della seconda unità
- Agente 007 - Si vive solo due volte (You only live twice, 1967)